# Абакумлево
Аба́кумлево — село в Суздальском районе Владимирской области России. Входит в состав Селецкого сельского поселения

## География
Село расположено на берегу реки Нерль (приток Клязьмы), вблизи села Новосёлка Нерльская. По дореволюционным источникам, расстояние от Владимира 31 верста, а от Суздаля 5 вёрст.

## История
Достоверные исторические известия о селе Абакумлеве относятся к первой половине XVI столетия. Из царской несудимой грамоты, данной в 1606 году Суздальскому Покровскому девичьему монастырю Царём Василием Иоанновичем, видно, что село Абакумлево принадлежало означенному монастырю в 1543 году.
Историк, владимирский краевед В. Г. Добронравов предполагал, что село относится ко времени Суздальского княжества.

Ключарь Анания Фёдоров со слов Суздальских старожилов,
Покровского монастыря духовника иеромонаха Пахомия и архитектурной палаты ученика Илии Артемьева, живший в первой половине XVIII столетия, пишет, что в селе Абакумлево и соседнем приписном к нему селе Новосёлке «многие имелись гробы Благоверных Великих Суздальских и Княгинь, над которыми были гробницы и доски белыя каменныя с надписями, и оныя гробницы упразднены и доски многия безвестны стали».
На основании этого предания можно предположить, что происхождение означенных сёл относится ко временам Суздальского княжества, то есть по крайней мере к XIV столетию, и что в этих сёлах Суздальские князья имели дворцы, в которых проживали, вероятно, в летнее время— В. Добронравов; [В. Березин] Историко-статистическое описание церквей и приходов Владимирской епархии.  Владимир, 1893—1898
.
Суздальской экспедицией ИА РАН  2021 года открыто поселение Абакумлево 3. Хроноиндикаторы, обнаруженные в центральной части селища, характерны для середины V - начала / первой половины VI в.
В 1551 году Царь Иоанн Грозный, по прошению игуменьи монастыря Василисы с сёстрами, повелел переписать жалованные прежними Государями грамоты на сёла, деревни и на починки на своё имя, обязав монастырь поминать вечно умершую свою дочь, княжну Анну, и в память её два раза в год кормить бедных.
В грамоте сказано: «Царь и Великий Князь Иван Васильевич…
Покрова Пречистые девича монастыря игуменью Василису с сестрами или по ней иные игуменьи будут пожаловал, по своей дщери по… княжне Анне, за то, что имя её написати в вечной сенаник и за два корма, что им кормити, по его дщери по княжне Анне по вся годы, дважды в год велел им на их монастырские дворы, и на села, и на деревни, и на починки переписати свои жалованныя грамоты: что их, в Ополье, село Гавриловское, да селцо Абакумле, да селцо Новоселка, да деревня Турыгина… да в Суздальском уезде село Павловское с деревнями и с починки и с пустошми, да село Вышеславское с деревнями и с починки… да у них же Государево жалованье в Суздальском уезде село Романчуково да слобода Шиповская»..
Царь Василий Иванович в 1607 году августа 31 дня, по прошению игуменьи Ольги с сестрами, жалованную грамоту Иоанна Грозного повелел переписать на своё имя и освободить монастырские вотчины «от ямских денег и от посошные службы и ото всяких податей», и предоставил право разбирать преступления в вотчинах монастырским властям, «кроме душегубства и разбоя с поличным»..
В 1623 году марта 30 дня, по прошению Покровского монастыря игуменьи Ульянеи с сестрами, Царь и Великий Князь Иван Федорович жалованные грамоты Царя Василия Ивановича повелел переписать на своё имя. В «жалованной несудимой грамоте Суздальскому Покровскому девичьему монастырю 1623 года Марта 30» написано: «положили оне (игуменья с сестрами) пред нами Царя Василия Ивановича жалованные четыре грамоты 114 году… В другой (второй) грамоте написано: что в Ополье, их село Гавриловское, да селцо Абакумле, да селцо Новоселки, да деревня Турыгино, да село Павловское с деревнями и с починки и с пустошми, да деревня Романчуково… да село Шипово с деревнями, да слободка Шипово… И мы Великий Государь Царь и Великий Князь Михайло Федорович… Покрова Пречистые Богородицы девича монастыря игуменью Ульянею с сестрами пожаловали, велели те прежние жалованные грамоты переписать на наше Государево Царево и Великаго Князя Михаила Федоровича Самодержца всея Руси имя», с прежними льготами.
Абакумлево оставалось вотчиной Суздальского Покровского девичьего монастыря до учреждения монастырских штатов в 1764 году.

В Абакумлеве две церкви, каменные; холодная — во имя Святой Живоначальной Троицы, построена в 1778 году, и тёплая — с престолом в честь Архистратига Божия Михаила, построена в 1758 году, обе усердием прихожан. Колокольня и ограда каменные.
Утварью, ризницею, св. иконами и богослужебными книгами церковь снабжена достаточно. Церковные документы хранятся: копии с метрических книг с 1812 года, а исповедных росписей с 1810 года. Опись церковного имущества составлена в 1875 году.
При церкви имеется земли: усадебной полдесятины, пахотной и сенокосной 33 десятины; но ни плана, ни межевой книги на землю не имеется. На содержание причт получает ежегодно 250 рублей серебром. Дома у причта собственные.
Приход состоит из одного села, в котором 96 дворов, 265 душ мужского пола, а женского пола 256.
— В. Добронравов; [В. Березин] Историко-статистическое описание церквей и приходов Владимирской епархии.  Владимир, 1893—1898
К селу Абакумлеву была приписана Воскресенская церковь села Новосёлки Нерльской.
На фронт ушли по меньшей мере 50 односельчан. Рядовой Ладьина	Антонина Ивановна (1922-2004) являлась последним жившим фронтовиком из села.
В июне — августе 2010 года рядом с селом проходили съёмки телесериала «Раскол»: снимали деревянную Москву с Кремлём и Успенским собором, на берегу Нерли — приезд Никона в Троице-Сергиев монастырь.

## Население
| 1859 | 1897 | 1905 | 1926 | 2002 | 2010 | 2021 |
| ---- | ---- | ---- | ---- | ---- | ---- | ---- |
| 441  | ↗509 | ↗512 | ↗558 | ↘9   | ↗13  | ↗22  |

## Инфраструктура
Личное подсобное хозяйство с зоной сельскохозяйственного использования, индивидуальная застройка усадебного типа. В 2013 году село газифицировали.  
Были построены распределительные газопроводы и газопроводы-вводы низкого давления для газоснабжения жилых домов.
Действовала церковно-приходская школа.

## Достопримечательности
Храмовый комплекс. Церкви Троицы Живоначальной и Михаила Архангела. Состоит из двух культовых сооружений: Церкви Троицы Живоначальной (действующая; восстанавливается) и Церкви Михаила Архангела (не действует).

## Транспорт
К селу подходит региональная автодорога 17Н-680. Асфальтированное покрытие кончается не доезжая 300м до села, далее щебень.
По данным источника 1859 года село стояло «по левую сторону почтового тракта из г. Суздаля в г. Владимир» (Списки населённых мест Российской империи. VI. Владимирская губерния. По сведениям 1859 года — СПб.: Центральный статистический комитет, 1863. — 283 с.)

## Галерея
- Храм Святой Троицы в 2007 году. Реставрируется жителями села.
- Река Нерль, на которой стоит Абакумлево.